# نيكولو دي بيترو
نيكولو دي بيترو (بالإيطالية: Niccolò de Simone)‏ هو رسام إيطالي، ولد في القرن السابع عشر في لياج في بلجيكا، وتوفي في 1677 في نابولي في إيطاليا.